# Elena Santiago
Elena Fernández Gómez, más conocida por el seudónimo de Elena Santiago (Veguellina de Órbigo, León; 8 de febrero de 1936 - Valladolid, 3 de enero de 2021) fue una escritora española, galardonada con premios como el Rosa Chacel al conjunto de su obra, el Premio Provincia de Valladolid  de 1999 a la trayectoria literaria y el Premio Castilla y León de las Letras.

## Biografía
Nació en Veguellina de Órbigo en 1936, donde su padre, Apolinar Fernández Santiago, fue médico titular durante más de cuarenta años. Su madre "a pesar de muchas horas ocupadas, leía de forma muy continuada. Y aquello fue un incansable consejo de maravillas. Leer y escribir". Comenzó sus estudios a la edad de seis años, en la escuela de su pueblo natal, en Veguellina de Órbigo. Tres años después continuó sus estudios en León, en el colegio de la Asunción, donde aprendió "el miedo y la tristeza al no estar con la familia". Después hizo la carrera de Magisterio y cursó Estudios de Letras, primero en León y, luego, en Madrid, donde le "cambió la vida". Desde el principio quiso dedicarse a escribir, pintar, tocar el piano, estudiar idiomas y Letras.  Elena comenzó a publicar en su adolescencia. Poco a poco fue decantándose hacia las letras hasta dedicarse, plenamente, a la Literatura.
Sus dos primeras publicaciones, seleccionadas por la revista Temas, fueron dos cuentos titulados "El Hijo" e "Historia sobre el terremoto de Perú". Desde entonces, ha ido publicando, en un continuo escribir, poesía, relato corto, prosa poética, novela, así como cuentos de Literatura infantil.

Escribo y escribo. Mi memoria no cesa y mi tiempo tampoco. Sea periodismo o literatura (mi mente elige algunas variantes imaginadas) me acompaña en todo lo que es vida. El lenguaje. El ver más allá… Y el pensamiento y las sensaciones, a punto.
Elena Santiago.

Los premios comenzaron con las primeras publicaciones en 1973. Sus tres primeras novelas, La oscuridad somos nosotros (1976) Ácidos días (1979) y Gente oscura (1980), fueron galardonadas, respectivamente, con los Premios Ciudad de Irún, Novelas y Cuentos, y el Premio Miguel Delibes. En su trayectoria literaria se alternan los relatos cortos, llegando a dedicar períodos de tiempo a este género "por la necesidad de contar historias". Esto fue lo que sucedió cuando escribió los cuentos que reunió bajo el título Lo tuyo soy yo en el 2004.
Otra etapa de su actividad literaria fueron los ocho años que dedicó a la literatura infantil y a tratar de superar problemas de salud y familiares. Tras este período, en el que recibió los premios como el Rosa Chacel y el Premio Castilla y León de las Letras, reapareció en 2009 con La muerte y las cerezas.
El 3 de enero de 2021 falleció en la ciudad de Valladolid.

### Estudio de la obra literaria
La obra de Elena Santiago ha sido objeto de estudio en el marco de Congreso de Literatura Contemporánea y en el de mujeres novelistas en el panorama literario del siglo XX. También ha sido objeto de la tesis doctoral defendida por Muriel Taján, con el título "Mythe personnel et écriture dans l’oeuvre d’Elena Santiago. Évolutions et involutions d’une quête de l’absante" (2009).
Muriel Taján es la autora del prólogo de la novela Nunca el olvido que Elena Santiago publicó en 2015, después de un periodo de 6 años de ausencia.

### Obras colectivas
Elena Santiago colaboró en obras colectivas, como Cuentos de este siglo, Cien años de cuento, El Faro, Miguel Delibes, Jorge Guillén. También participó junto con 15 autores más, en el proyecto Contemos la Navidad, una antología de relatos e ilustraciones navideños de 15 autores, en homenaje a Antonio Pereira, que se editan anualmente. El proyecto está coordinado por José Ignacio García García. En su edición de 2013, el acto de presentación fue un homenaje a Elena Santiago en el que participaron su hija y su nieta que es autora de uno de los relatos. Otro proyecto en el que colaboró es el proyecto de cuentos populares que recopila cuentos tradicionales narrados por voces de Castilla y León. Asimismo, colaboró en el libro colectivo Inmenso estrecho. Cuentos sobre inmigración (2005), con el relato Finalmente, ¿una oscuridad?, obra en la que aboga por la inmigración desde el deseo de una sociedad multicultural.
La antología de autores castellanoleoneses Cuentos pendientes está dedicada a Elena Santiago. La escritora murió cuando la obra estaba en preparación y colaboraba con un relato (la antología recoge a autores vivos con cuentos publicados a partir de 1981, fecha de nacimiento de la Editorial Castilla; el antólogo es José Ignacio García García).

## Obras
- Un camino amarillo, La última puerta, Las horas quietas y Cada invierno (de 1973 a 1975). Cuentos.
- La oscuridad somos nosotros (1976).
- Un mundo detrás de la puerta, El ruido, Antes de cerrar la puerta (1977). Cuentos.
- Ácidos días (1979).
- Gente oscura (1980).
- Una mujer malva (1980).
- Manuela y el mundo (1983).
- Alguien sube (1985).
- Relato con lluvia (1986). Cuentos.
- Veva (1988).
- El amante asombrado (1994).
- Amor quieto (1997).
- Cuentos (1997).
- Ángeles oscuros (1998).
- Un susto azul (1998). Cuento.
- Asomada al invierno (2001).
- Olas bajo la ciudad (2003). Cuento.
- Sueños de mariposa negra (2003). Infantil.
- Lo tuyo soy yo (2004).
- La muerte y las cerezas (2009).
- Nunca el olvido (2015).
- Los delirios de Andrea (2019).

## Premios
- Un camino amarillo, La última puerta, Las horas quietas y Cada invierno (de 1973 a 1975). Cuentos.
- La oscuridad somos nosotros (1976).
- Un mundo detrás de la puerta, El ruido, Antes de cerrar la puerta (1977). Cuentos.
- Ácidos días (1979).
- Gente oscura (1980).
- Una mujer malva (1980).
- Manuela y el mundo (1983).
- Alguien sube (1985).
- Relato con lluvia (1986). Cuentos.
- Veva (1988).
- El amante asombrado (1994).
- Amor quieto (1997).
- Cuentos (1997).
- Ángeles oscuros (1998).
- Un susto azul (1998). Cuento.
- Asomada al invierno (2001).
- Olas bajo la ciudad (2003). Cuento.
- Sueños de mariposa negra (2003). Infantil.
- Lo tuyo soy yo (2004).
- La muerte y las cerezas (2009).
- Nunca el olvido (2015).
- Los delirios de Andrea (2019).

## Reconocimientos
- 1991: Distinción en Veguellina de Órbigo (lugar de nacimiento): una plaza con su nombre.

- 2003: Es nombrada Hija Predilecta de Veguellina de Órbigo.